# Vasilisa

O nome feminino Vasilisa é de origem grega e significa "Rainha". É a forma feminina de Vasily, a forma russa ou grega do nome Basil.
Seu uso foi inspirado por uma mártir infantil cristã do terceiro século, Vasilisa, e várias outras santas iniciais que foram veneradas pelas igrejas católicas romanas e ortodoxas orientais. Foi o nome de várias princesas iniciais. Hoje o nome também é associado à princesa de contos de fada por causa de seu uso frequente em contos de fada russos. A princesa Vasilisa Prekrasnaya (Vasilisa, a Bela) ou Vasilisa, a Sábia é uma personagem de linhagem nos contos de fada russos, incluindo O Sapo Tsarevna e Vasilissa, a Bela. A personagem nasce frequentemente com status de uma garota camponesa e chega até à esposa de príncipe, ou seja, uma princesa que casa com o herói depois de ajudá-lo a cumprir tarefas difíceis. Diferente de outras heroínas de contos de fada, que esperam ser resgatadas, Vasilisa frequentemente cumpre uma série de tarefas que a ajudam a derrotar o vilão da história. Nos contos, a personagem também é usualmente uma empregada doméstica bem sucedida, que a ajuda a ganhar o amor do príncipe. É também o nome de uma personagem na série em livro A Academia de Vampiros de Richelle Mead. Na série, Vasilisa Dragomir é uma princesa e melhor amiga da protagonista e narradora, Rose Hathaway. 
Uma xará dos dias modernos é Vasilisa Bardina, uma jogadora de tênis profissional russa.